# Luton Shelton
Luton Shelton (født 11. november 1985 på Jamaica, død 22. januar 2021) var en jamaicansk professionel fodboldspiller, der bl.a. spillede for Volga Nizhny Novgorod og AaB.

## Karriere
Han skiftede til V den 24. juli 2008. Han var i forårssæsonen 2009 var udlejet til AaB fra Vålerenga. AaB ønskede ikke at forlænge kontrakten per 1. juni 2009, hvorfor han vendte hjem til Vålerenga. Her spillede han indtil sommeren 2011, hvor han blev solgt til Kardemir Karabükspor. Han har spillet på det jamaicanske landshold siden 2004, hvor det er blevet til 31 mål i 57 kampe. Han spiller i øjeblikket hos FC Volga Nizhny Novgorod.
Han har tidligere spillet i Harbour View F.C., Helsingborgs IF og Sheffield United.
Den 26. februar 2009, i sin anden betydende kamp for AaB, scorede han sit første mål for AaB, i udekampen mod Deportivo la Coruna i UEFA Cuppen. AaB vandt kampen 3-1 og gik videre med 6-1 samlet.